# Erwin Marti
Erwin Marti (* 24. Juni 1952 in Bern) ist ein Schweizer Historiker, Germanist, Lehrer und Publizist.
Marti promovierte bei Markus Mattmüller an der Universität Basel in neuerer Schweizergeschichte. Er war Lehrer und Heilpädagoge an der Orientierungsschule des Kantons Basel-Stadt.
Von der deutschsprachigen Literaturkommission des Kantons Bern erhielt er 2009 zusammen mit Fredi Lerch einen Anerkennungspreis „für die Herausgabe der Werke von Carl Albert Loosli“.
Marti ist „Mitbegründer der Carl-Albert-Loosli-Gesellschaft“.

## Werke (Auswahl)
- Aufbruch. Sozialistische und Arbeiterliteratur in der Schweiz. Rotpunkt-Verlag, Zürich 1977, ISBN 385869004X.
- Zwischen Jugendgefängnis und Pariser Bohème (1877–1907). Chronos-Verlag, Zürich 1996, ISBN 390531200X. (Erwin Marti: Carl Albert Loosli 1877-1959; 1). (Diss. phil. Univ. Basel, 1995).
- Eulenspiegel in helvetischen Landen (1904–1914). Chronos-Verlag, Zürich 1999, ISBN 3905313219. (Erwin Marti: Carl Albert Loosli 1877-1959; 2).
- Im eigenen Land verbannt (1914–1959). Chronos-Verlag, Zürich 2009, ISBN 9783034009430. (Erwin Marti: Carl Albert Loosli 1877-1959; 3,1).
- mit Hans-Ulrich Grunder: Partisan für die Menschenrechte. Chronos, Zürich 2018, ISBN 9783034014328. (Erwin Marti: Carl Albert Loosli 1877-1959; 3,2).
- mit Martin Uebelhart: Carl Albert Loosli (1877–1959). Biografie. Schwabe Verlag, Basel 2021, ISBN 9783796538094.